# Vlag van Aardenburg

Vlag van Aardenburg
(1959-1995)

De vlag van Aardenburg werd op 21 april 1959 bij raadsbesluit vastgesteld als de gemeentelijke vlag van de Zeeuwse gemeente Aardenburg. De beschrijving luidt: 
Geel met op het midden een rode dubbele burcht met een zwart valhek.
De vlag, die is ontworpen door de Hoge Raad van Adel, toont hetzelfde beeld als het gemeentewapen. Vroeger was de naam van de plaat Rodenburg, zodat de rode burcht kan worden gezien als een sprekend element.
Op 1 januari 1995 ging de gemeente samen met Sluis op in de nieuw opgerichte gemeente Sluis-Aardenburg, waardoor de vlag als gemeentevlag kwam te vervallen. Sinds 2003 maakt het gebied deel uit van de gemeente Sluis.

## Verwante afbeelding

Het wapen van Aardenburg

Aardenburg 
· Arnemuiden 
· Axel 
· Baarland 
· Biervliet 
· Biggekerke 
· Borssele 
· Breskens 
· Brouwershaven 
· Bruinisse 
· Burgh 
· Domburg 
· Dreischor 
· Driewegen 
· Duiveland 
· Ellewoutsdijk 
· 's-Gravenpolder 
· Groede 
· Haamstede 
· 's-Heer Abtskerke 
· 's-Heer Arendskerke 
· Hoedekenskerke 
· Hontenisse 
· IJzendijke 
· Kloetinge 
· Kortgene 
· Koudekerke 
· Krabbendijke 
· Kruiningen 
· Mariekerke 
· Meliskerke 
· Middenschouwen 
· Nieuw- en Sint Joosland 
· Nisse 
· Noordgouwe 
· Oostburg 
· Oostkapelle 
· Oud-Vossemeer 
· Oudelande 
· Ovezande 
· Poortvliet 
· Retranchement 
· Rilland-Bath 
· Ritthem 
· Sas van Gent 
· Scherpenisse 
· Schoondijke 
· Sint-Annaland 
· Sint Jansteen 
· Sint-Maartensdijk 
· Sint Philipsland 
· Sluis 
· Sluis-Aardenburg 
· Stavenisse 
· Valkenisse 
· Vogelwaarde 
· Waarde 
· Waterlandkerkje 
· Wemeldinge 
· Westdorpe 
· Westerschouwen 
· Westkapelle 
· Wissenkerke 
· Wolphaartsdijk 
· Zaamslag 
· Zierikzee 
· Zuiddorpe 
· Zuidzande